# Pseudepipona inexpecta
Pseudepipona inexpecta är en stekelart som beskrevs av Blüthgen 1955. Pseudepipona inexpecta ingår i släktet Pseudepipona och familjen Eumenidae. Inga underarter finns listade i Catalogue of Life.